# بابا دریا
بابا دریا یا بپ دیریا در اساطیر و فولکلور ایران، نام مردی سیاه‌پوست و بلندبالا است که قد او به حدی بلند است که دریا تا کمرگاه او می‌رسد.  بابا دریا روزها در دریا به سر می‌برد اما شب‌ها برای خفتن به ساحل می‌آید. وی گاهی شب‌ها و هنگام به ساحل آمدن، هر کس را که بر سر راهش قرار گیرد برمی‌دارد و او را با خود به دریا می‌برد.بعضی از مردم محلی معتقدن که با بر هم زدن وسایل فلزی«بابا دریا» صدای آن را می شوند و به سرعت فرار می‌کند و محل را ترک می کند.